# Свєтлана Макарович
Свєтлана Макарович (словен. Svetlana Makarovič; нар.. 1 січня 1939, Марибор, Королівство Югославія) — югославська і словенська поетеса, письменниця, публіцист, актриса, виконавиця власних пісень. Була визнана «Першою леді словенської поезії».

## Життєпис
Мати Свєтлани Макарович була з родини переконаних католиків, тому після того, як вона вийшла заміж за войовничого атеїста, батьки позбавили її усієї спадщини.
Макарович закінчила середню школу для вихователів дошкільних закладів у Любляні. На початку 1960-х років вона почала вивчати різні гуманістичні науки (психологія, педагогіка, етнологія та іноземні мови), грала на фортепіано, підробляючи в різних кафе і деякий час працювала секретаркою і вчителькою для дітей з особливими потребами. Однак втекла звідти і вирішила для себе, що власних дітей у неї ніколи не буде. До 20 років вона була заручена, однак безпосередньо перед весіллям втекла і деякий час жила, поневіряючись, за її власним визнанням, «як бродяча кішка».

## Творчість
Перші свої вірші Маркович написала у сімнадцятирічному віці. У підлітковому віці вступила до школи мистецтв, але незабаром її звідти відрахували за неуспішність. У 18 років почала займатися психологією, але кинула її незабаром після розлучення батьків і стала підробляти виступами в кафе і курортних готелях.
У 1964 році Макарович опублікувала свій перший збірник віршів «Сутінок» (словен. Somrak). Після цього у Свєтлани зав'язався бурхливий роман з поетом і драматургом Грегором Стрнишей, який був старший за неї на 10 років. Незважаючи на це, вона продовжувала жити у злиднях, проживаючи за лаштунками театру, до якого її привів Грегор, допомагає йому писати драми і навіть виконує головну роль у ставшій у 1968 році хітом виставі. Однак у зв'язку з безпартійністю Макарович не отримує більше шансів проявити свій акторський дар.
У 1968 році закінчила навчання в Академії театру, радіо, кіно і телебачення. Вона була актрисою в міському театрі Любляни і Словенському національному театрі. Вона є незалежним письменником з 1970 року.
Деякий час Свєтлана Макарович прожила в австрійському Граці, куди її запросив знайомий професор славістики. Там вона, намагаючись заробити на власну квартиру, викладала комівояжерам словенську мова, зі студентами ставила радіопостановки, знялася в кіно.

### Поезія
- Somrak, Cankarjeva založba, 1964 Шаблон:COBISS (Сутінки)
- Kresna noč, DZS, 1968 Шаблон:COBISS (Літня ніч)
- Volčje jagode, Obzorja, 1972 Шаблон:COBISS
- Srčevec, Cankarjeva založba 1973 Шаблон:COBISS
- Pelin žena, Mladinska knjiga, 1974 Шаблон:COBISS (Жіноча гра)
- Vojskin čas (pesniški list), Založništvo Tržaškega tiska, 1974 Шаблон:COBISS (Час армії)
- Izštevanja, Cankarjeva založba, 1977 Шаблон:COBISS (Count out)
- Pesmi (besedila sodobnih jugoslovanskih pisateljev / Svetlana Makarovič, Niko Grafenauer, Tomaž Šalamun), Mladinska knjiga, 1979 Шаблон:COBISS (Вірші)
- Sosed gora, Obzorja, 1980 Шаблон:COBISS (Сусідня гора)
- Pesmi o Sloveniji za tuje in domače goste, Lutkovno gledališče, 1984 Шаблон:COBISS (Вірші Словенії для іноземних і вітчизняних гостей)
- Svetlana Makarovič, France Mihelič — Pesmi Svetlane Makarovič in Risbe Franceta Miheliča, Cankarjeva založba, 1987 Шаблон:COBISS
- Krizantema na klavirju. Šansonska besedila Svetlane Makarovič, Printing, 1990 Шаблон:COBISS (Хризантема на фортепіано)
- Tisti čas, Mladika, 1993 Шаблон:COBISS (У цей час)
- Bo žrl, bo žrt (izbrane pesmi), Mladinska knjiga 1998 Шаблон:COBISS (Він буде жертвою)
- Samost, samozaložba, 2002 Шаблон:COBISS (Самотність)

### Проза
- Prekleti kadilci, Center za slovensko književnost, 2001 Шаблон:COBISS (Прокляті курці)
- S krempljem podčrtano, Center za slovensko književnost, 2005 Шаблон:COBISS (Підкреслений кіготь)
- Saga o Hallgerd, Arsem, 2010 Шаблон:COBISS

### Молодіжна література
- Maček Titi, Samozaložba, 1980 Шаблон:COBISS (Тіті Кот)
- Gal v galeriji, Mladinska knjiga, 1981 Шаблон:COBISS
- Dedek mraz že gre, Lutkovno gledališče, 1982 Шаблон:COBISS
- Krokodilovo kosilo: pesnitev — grozovitev, samozaložba, 1983 Шаблон:COBISS
- Čuk na palici, Delavska enotnost, 1986 Шаблон:COBISS
- Črni muc, kaj delaš?, Dokumentarna, 1987 Шаблон:COBISS
- Kaj bi miška rada?, Dokumentarna, 1987 Шаблон:COBISS
- Poprtnjački, Dokumentarna, 1988 Шаблон:COBISS
- Kaj lepega povej, DZS, 1993 Шаблон:COBISS
- Show strahov: pesnitev grozovitev, DZS, 1995 Шаблон:COBISS
- Veliki kosovirski koncert, Lutkovno gledališče, 2001 Шаблон:COBISS
- Strahec v galeriji, Narodna galerija, 2003 Шаблон:COBISS
- Mačnice, Center za slovensko književnost, 2006 Шаблон:COBISS
- Coprniški muc: pesnitev coprnitev, Miš, 2008 Шаблон:COBISS

### Проза та поезія
- Kosovirja na leteči žlici, Mladinska knjiga, 1974 Шаблон:COBISS (Косовіри і літаюча ложка)
- Kam pa kam, kosovirja?, DZS, 1975 Шаблон:COBISS (Куди, Косовіри?)
- Mačje leto, Dokumentarna, 1987 Шаблон:COBISS (Рік кота)
- Zajčkovo leto, Državna založba Slovenije, 1993 Шаблон:COBISS (Рік зайчика)
- Mi, kosovirji, Miš, 2009 Шаблон:COBISS (Ми, косовари)

### Оповідання для молоді
Колекції казок
- Miška spi, Mladinska knjiga, 1972 Шаблон:COBISS (Спляча Миша)
- Take živalske, Borec, 1973 Шаблон:COBISS (Ті Звірі)
- Vrček se razbije, Mladinska knjiga, 1975 Шаблон:COBISS (Зламаний глечик)
- Glavni petelinček, Mladinska knjiga, 1976 Шаблон:COBISS (Головний півень)
- Vrtirepov koledar: 1977, Partizanska knjiga, 1976 Шаблон:COBISS (Календар калечарів)
- Pravljice iz mačje preje, Borec, 1980 Шаблон:COBISS (Казка про котячу пряжу)
- Mačja preja, Mladika, 1992 Шаблон:COBISS (Пряжа для кішок)
- Smetiščni muc in druge zgodbe, Mladinska knjiga, 1999 Шаблон:COBISS (Міномет та інші історії)
- Svetlanine pravljice = Svetlana's fairytales, Miš, 2008 Шаблон:COBISS (Казки Свєтлани)